# Geometrisk följd
En geometrisk följd är en talföljd där kvoten mellan ett element och det närmast föregående är konstant.
För att beräkna talet med ordningsnumret n används formeln:
{\displaystyle a_{n}=a_{1}\cdot q^{n-1}}
där q är kvoten.
Om kvoten är negativ, så oscillerar funktionen mellan positiva och negativa tal.

## Exempel på geometrisk talföljd
{\displaystyle 1\ 2\ 4\ 8\ 16\dots }
I detta exempel är kvoten q = 2 och det första talet a1 = 1.

## Summan
Summan av de n första talen i en geometrisk talföljd {\displaystyle a_{1},a_{2},\dots \ } med kvoten {\displaystyle q\not =1} kan beräknas genom
{\displaystyle S_{n}=a_{1}+a_{2}+\dots +a_{n}=a_{1}{\frac {q^{n}-1}{q-1}}}
För en geometrisk serie gäller att den konvergerar om {\displaystyle |q|<1}.